# From a twinkling star
From a twinkling star is de dertigste single van ABBA, afkomstig van de re-release van het laatste album The Visitors uit 1981. Het nummer werd ooit opgenomen voor die laatste langspeelplaat en eerste compact disc van die band. Het kwam niet op het album terecht omdat het te veel zou lijken op een ander nummer op het album.